# Playa Unión
Playa Unión est une localité argentine et la principale station balnéaire de la ville de Rawson, dans la province de Chubut. Elle est située à 6 km du centre urbain et à proximité de Puerto Rawson. Elle compte une population de 6 775 habitants (Indec, 2010) presque toute l'année, sauf pendant les mois d'été où le nombre de résidents augmente en raison de l'afflux de personnes provenant de la zone de la vallée inférieure du río Chubut.

## Histoire
Le nom du lieu remonte à 1876, année où la goélette Unión a fait naufrage près de la plage, à l'embouchure du río Chubut. Son capitaine Julián Bollo et trois autres membres d'équipage d'origine italienne se sont installés à Rawson. La station balnéaire, toujours sans aucun bâtiment, est rebaptisée « Playa Unión ». La plage a été fondée le 17 novembre 1923 et est désormais une grande plage d'eaux calmes, parfois avec une houle importante et en hiver offrant un spectacle de puissance et de férocité lors des grandes houles, qu'il est conseillé de vivre depuis les restaurants et les cafétérias situés sur la côte ou dans la première rangée de bâtiments.
Comme toutes les stations balnéaires, Playa Unión était autrefois un endroit apprécié en été, mais cela a lentement changé et aujourd'hui l'hiver fait également partie de son offre touristique.

## Agglomération
La localité appartient à l'agglomération de Rawson qui comprend 4 zones dispersées où la population est concentrée. Jusqu'au recensement de 2001, 3 centres principaux étaient reconnus dans l'agglomération, mais le 4e, Playa Magagna, a été laissé de côté car se trouvant à 12 km, bien qu'il appartienne à la municipalité. Un cas similaire à celui d'Astra avec Comodoro Rivadavia dans le même recensement, en raison d'une distance de 20 km entre les deux villes, elles n'ont pas été intégrées. Tandis que le port et Playa Unión se trouvent respectivement à 6 et 5 km du centre de l'agglomération de Rawson. Voici les composants de l'agglomérat :
- Centre de la population de Rawson : 30 824 habitants ;
- Playa Unión : 8 956 habitants ;
- Puerto Rawson : 205 habitants ;
- Playa Magagna : non encore reconnue au sein de l'agglomération.